# Stamväg 50
De Stamväg 50 is een tweebaans lokale weg in het noorden van de Finse autonome regio Åland. Ze is 16 kilometer lang. De weg loopt van hoofdweg 2 bij Haraldsby door de gemeente Saltvik naar hoofdweg 4 nabij Kroklund.